# 天爐座ε
天爐座ε，又名CD-28 987，HD 18907、SAO 168238、HR 914，是天爐座的一颗恒星，视星等为5.89，位于銀經222.48，銀緯-61.23，其B1900.0坐标为赤經2h 57m 18.9s，赤緯-28° -61.23′ 27″。